# Nova Kapela (żupania brodzko-posawska)
Nova Kapela – wieś w Chorwacji, w żupanii brodzko-posawskiej, siedziba gminy Nova Kapela. W 2011 roku liczyła 907 mieszkańców.
Jest położona w Slawonii, na wysokości 125 m n.p.m., u podnóża Požeškiej gory, 24 km na południowy wschód od Novej Gradiški. Przebiegają przez nią droga Nova Gradiška – Slavonski Brod i kolej posawska. Miejscowa gospodarka oparta jest na rolnictwie oraz przemyśle drzewnym i tekstylnym.